# Asset-backed security
Una asset-backed security, in italiano titolo garantito da attività, è uno strumento finanziario, un'obbligazione negoziabile o trasferibile emessa a fronte di operazioni di cartolarizzazione, garantita dagli attivi sottostanti.
L'emissione avviene a opera di società di progetto (SPV da special purpose vehicle) create da banche, imprese o pubbliche amministrazioni. Queste trasferiscono alle SPV crediti o altre attività finanziarie normalmente poco liquide (di difficile negoziazione, ad esempio crediti da mutui). La SPV emette obbligazioni (le obbligazioni ABS) collocabili sui mercati, soprattutto se hanno un buon rating. I crediti ceduti sono costituiti a garanzia del pagamento delle obbligazioni emesse. Esiste una stretta correlazione tra pagamento delle cedole e le somme incassate dai crediti ceduti. 

## Funzionamento in campo bancario
La banca X (Originator) ha in essere diversi finanziamenti, erogati ai suoi clienti. 
Ma decide di attuare un'operazione di cartolarizzazione.
I crediti di cui sopra vengono ceduti a una SPV, che può essere anche di sua proprietà.
La SPV, quindi, acquista i crediti della banca: per trovare la liquidità necessaria a tale operazione emette una serie di obbligazioni, che possono anche essere sottoscritte dalla banca cedente. 
Le posizioni oggetto di cartolarizzazione non devono per forza essere sofferenze o crediti di dubbia esigibilità: anzi, in alcuni casi sono pratiche che presentano un profilo di rischio particolarmente basso. Si scelgono, pertanto, crediti affidabili, in grado di generare flussi di cassa futuri per rimborsare il capitale investito dai sottoscrittori e i relativi interessi. 
Il rating di questi pacchetti non dipenderà dal merito dell'emittente quanto dalla performance attesa dei crediti. Infatti, ogni ABS è strutturata in tranche, a seconda del livello di rischio: senior, mezzanine e junior. Le prime a ricevere i pagamenti sono le senior, seguono le mezzanine e infine le junior. L'ordine si inverte nel caso in cui si vengano a subire delle perdite.
Questo tipo di interventi costituiscono una modalità alternativa per raccogliere liquidità, specie nel caso in cui se ne abbia bisogno in tempi stretti, essendo attività finanziarie che si possono smobilitare velocemente.
Inoltre, rappresentano un pacchetto di attività finanziarie da poter usare come collaterale per eventuali altre operazioni finanziarie. 
Possono, ancora, aiutare a ridurre il costo del rischio e l'attivo bancario su cui applicare i coefficienti ed i parametri patrimoniali stabiliti dalle autorità di regolamentazione del mercato (nel caso della cessione pro soluto). 
La banca, per concludere, può così concentrarsi sulla sola erogazione del credito, piuttosto che sulla gestione dei pagamenti. Esistono, tuttavia, dei contratti tra la SPV e la banca cedente che disciplinano la continuazione dei rapporti tra banca cedente e cliente ceduto.
La banca cedente, infatti, potrebbe essere incaricata dalla SPV di continuare a gestire l'incasso delle mensilità correnti (anche in caso di importi non pagati) e le relazioni commerciali con il cliente ceduto.
Secondo la normativa italiana, ogni cartolarizzazione, ai sensi della normativa vigente (Legge 130/99) va notificata al cliente e pubblicata sulla Gazzetta Ufficiale.

## Collegamento con altri strumenti finanziari
Il possessore di un titolo ABS può dotarsi di un credit default swap per tutelarsi dal rischio di insolvenza. Le varie tranche di cui sono composti gli ABS possono essere reimpacchettati a loro volta per andare a formare un Collateralized debt obligation.

## Rischi
Vi sono diversi rischi per i detentori di ABS:
- insolvenza
- liquidità (ritardo nel pagamento degli interessi o del capitale)
- tasso di cambio (i crediti posti a garanzia siano in una valuta diversa da quella delle obbligazioni ABS emesse)